# Heinkel HD 19
Хейнкель HD 19 (нем. Heinkel Doppeldecker 19) — немецкий истребитель, разработанный немецкой фирмой Heinkel по заказу Шведских ВВС под наименованием J 4.

## Эксплуатация
Контракт предусматривал производство шести истребителей HD 19. Первые два должны были быть построены на заводе Heinkel, а остальные четыре — на заводе фирмы Svenska Aero AB в Стокгольме. Самолёт был оборудован двигателем Bristol Jupiter VI. Первый самолёт был испытан в Варнемюнде в июле 1928 года. Через несколько месяцев, после испытаний, самолёты стали поступать на вооружение эскадрильи F2, где получили шведское обозначение J 4. В 1934 году три самолёта, оставшиеся в эксплуатации, были переведены в эскадрилью F1.

## Heinkel HD 30
В 1928 году на базе самолёта HD 19 был выпущен разведывательный гидросамолёт HD 30. Он отличался от HD 19 бо́льшими размерами и мотором Gnome et Rhone Jupiter VI 9Ak мощностью 520 л. с. HD.30 предназначался для использования на небольших и средних судах при помощи паровой катапульты. Всего было построено два экземпляра самолёта.

## Лётно-технические характеристики
| Модификация                          | HD 19                                                   | HD 30                              |
| Размах крыла, м                      | 11,00                                                   | 12,40                              |
| Длина, м                             | 9,26                                                    | 10,25                              |
| Высота, м                            | 3,91                                                    | 4,32                               |
| Площадь крыла, м²                    | 31,60                                                   | 46,89                              |
| Масса, кг                            |                                                         |                                    |
| пустого самолёта                     | 1175                                                    | 1947                               |
| нормальная взлётная                  | 1725                                                    | 2529                               |
| Тип двигателя                        | 1 ПД Bristol Jupiter VI                                 | 1 ПД Gnome et Rhone Jupiter VI 9Ak |
| Мощность, л. с.                      | 1 х 420                                                 | 520                                |
| Максимальная скорость, км/ч          | 215                                                     | 211                                |
| Крейсерская скорость, км/ч           | 182                                                     | 185                                |
| Практическая дальность, км           | 838                                                     | 700                                |
| Максимальная скороподъемность, м/мин | 414                                                     | 240                                |
| Практический потолок, м              | 6400                                                    | 700                                |
| Экипаж                               | 2                                                       | 2                                  |
| Вооружение:                          | два передних 8-мм пулемёта, один 8-мм пулемёт на турели | -                                  |